# 关西新围
24°50′51″N 114°56′25″E / 24.84750°N 114.94028°E
关西新围位于中国江西省赣州市龙南市关西镇新围村，于2001年被列为全国重点文物保护单位。
关西新围于清嘉庆三年（1798年）由徐名均兴建，道光七年（1827年）竣工。整体建筑坐西南朝东北，平面近正方形，面宽83.26米，进深94.75米，总占地面积7898平方米。围墙高10米，厚1米，四角设敌楼，围墙上还有27个枪眼和23个望孔。